# Heinrich Fuhrken
Heinrich Fuhrken (* 21. Januar 1883 in Süderschweiburg, Gemeinde Jade; † 27. August 1956 in Oldenburg) war ein deutscher Politiker.
Der Landwirt gehörte als Abgeordneter der FDP von der ersten Sitzung am 30. Januar 1946 bis zur letzten am 6. November 1946 dem Ernannten Landtag von Oldenburg an.

## Quelle
- Barbara Simon: Abgeordnete in Niedersachsen 1946–1994. Biographisches Handbuch. Hrsg. vom Präsidenten des Niedersächsischen Landtages. Niedersächsischer Landtag, Hannover 1996, S. 112.

| Personendaten    | Personendaten                  |
| ---------------- | ------------------------------ |
| NAME             | Fuhrken, Heinrich              |
| KURZBESCHREIBUNG | deutscher Politiker (FDP), MdL |
| GEBURTSDATUM     | 21. Januar 1883                |
| GEBURTSORT       | Süderschweiburg, Gemeinde Jade |
| STERBEDATUM      | 27. August 1956                |
| STERBEORT        | Oldenburg                      |